# Alvania desabatae
Alvania desabatae is een slakkensoort uit de familie van de Rissoidae. De wetenschappelijke naam van de soort werd voor het eerst geldig gepubliceerd in 2016 door Amati en Smriglio.